# Parlamentní volby v Maďarsku 2026

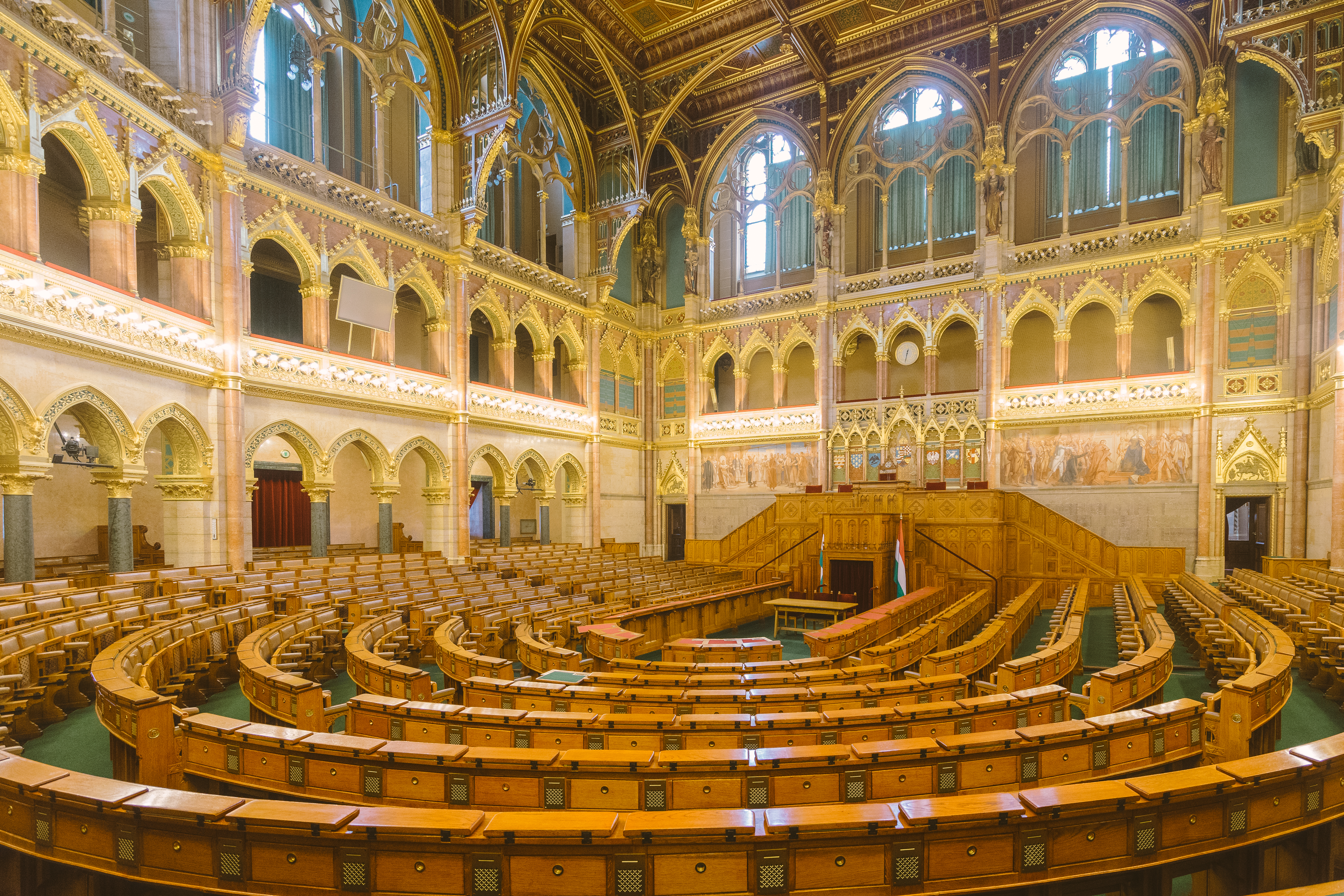
Zasedací místnost v budově parlamentu

Parlamentní volby v Maďarsku proběhnou v roce 2026. Maďarští voliči zvolí celkem 199 poslanců. Budou to desáté parlamentní volby od změny režimu v roce 1990.

## Situace před volbami
Předchozí parlamentní volby v roce 2022 vyhrála strana Fidesz v unii se stranou KDNP. Premiérem se opět stal Viktor Orbán, který je ve funkci nepřetržitě od roku 2010. V průběhu minulého funkčního období došlo ke zvolení nového maďarského prezidenta Tamáse Sulyoka poté, co na funkci v únoru 2024 rezignovala dosavadní prezidentka Katalin Nováková.
Kromě premiéra Viktora Orbána a jím vedené strany Fidesz byla k říjnu 2024 favoritem voleb také TISZA pod vedením Petera Magyara. Jak Fidesz, tak strana TISZA, dosahovaly na podzim roku 2024 v předvolebních průzkumech veřejného mínění podpory asi 40 % hlasů, zatímco jakékoliv další subjekty výrazně zaostávaly a pohybovaly se zpravidla pod hranicí 5 % hlasů. Podle průzkumu z června 2025 dokonce měla strana TISZA mít náskok 15 % volebních preferencí před stranou Fidesz.

### Průzkumy veřejného mínění
